# Cuca impressa
Cuca impressa är en insektsart som beskrevs av Navás 1923. Cuca impressa ingår i släktet Cuca och familjen myrlejonsländor. Inga underarter finns listade i Catalogue of Life.